# Meurtre au Grand Hôtel
Meurtre au Grand Hôtel (titre original : The Great Hotel Murder) est un film américain réalisé par Eugene Forde, sorti en 1935.

## Synopsis
Deux hommes, Roger Blackwood, un écrivain de romans policier et Andy McCabe, un détective privé, tentent de résoudre un meurtre par empoisonnement qui a eu lieu pendant une convention médicale.

## Fiche technique
- Titre : Meurtre au Grand Hôtel
- Titre original : The Great Hotel Murder
- Réalisateur : Eugene Forde
- Scénario : Arthur Kober, Vincent Starrett
- Producteur : John Stone
- Directeur de la photographie : Ernest Palmer
- Société de production : Fox Film Corporation
- Durée : 70 minutes
- Film en noir et blanc
- Genre : Film policier
- Dates de sortie :
  -  États-Unis 27 février 1935
  -  France 19 juin 1935
  -  Portugal 20 mai 1936

## Distribution
- Edmund Lowe : Roger Blackwood
- Victor McLaglen : Andrew W. 'Andy' McCabe
- Rosemary Ames : Eleanor Blake
- Mary Carlisle : Olive Temple
- Henry O'Neill : M. Harvey
- C. Henry Gordon : Dr John M. Temple
- William Janney : Harry Prentice
- Charles C. Wilson : Anthony Wilson
- John Wray : Feets Moore
- John Qualen : Ole
- Herman Bing : Hans
- Madge Bellamy : Tessie
- Robert Gleckler : Capitaine de police
- Clarence Wilson : Girando
- Walter Walker : Dr Chambers